# سد جيبوتي
سد جيبوتي هو منشأة عسكرية أنشئت بين عامي 1966-1982، وكانت جدارًا عازلًا أقيم حول شبه الجزيرة التي بها مدينة جيبوتي، عازلة إياها عن بقية الأراضي (الصومال الفرنسية ، ثم إقليم العفر والعيسى الفرنسي، وبعد استقلالها، جمهورية جيبوتي). والهدف منه التحكم في المنافذ البرية، وخاصة الهجرة الصومالية بشكل رسمي. أطلق عليه بعض المؤلفين جدار العار.

## التاريخ
في أغسطس 1966، أثارت زيارة شارل ديغول ، رئيس فرنسا ، إلى الصومال الفرنسية مطالبة بالاستقلال والتي قمعتها القوات المسلحة الفرنسية (خاصة قوات الدرك المتنقلة والفيلق الأجنبي الفرنسي).
في 14 سبتمبر 1966، نصب حاجز حول المدينة، بحجة إضراب عمال الموانئ في ميناء جيبوتي واستمرار الاشتباكات. 
ثلاث منافذ برية فقط مسموح: طريق لويادا ، طريق عرتا وسكك حديد جيبوتي - إثيوبيا.
تم تفكيك السد في 1982، بعد خمس سنوات من استقلال الإقليم ومع بدء تفكك الصومال في أعقاب هزيمتها في حرب أوغادين ضد إثيوبيا .
خلال فترة وجودها، ورغم مهمتها المعلنة، تضاعف عدد سكان مدينة جيبوتي ثلاث مرات.

## الوصف
المسار الأول للسد ملغوم، لكن فيضانات فبراير 1967 شتت المتفجرات التي لن يعاد تركيبها. ومع ذلك عُزِز السد تدريجيًا، بإضافة حواجز متتالية، وأسلاك شائكة، وأنظمة الإضاءة، وأبراج المراقبة، وزوارق خفيفة للسيطرة على الشواطئ، وغيرها.
تُحرس المنشأة من قبل جنود فرنسيين، ويحق لهم إطلاق النار عند محاولة العبور وفقًا لقواعد مختلفة. يشرف على الدخول قوات الدرك بمساعدة ميليشيات محلية.
في 1973، مُدد لمسافة 14 كيلومتر، على طول الطريق، ولم يتغير بعد ذلك.